# Kostomlaty pod Řípem
Kostomlaty pod Řípem – gmina w Czechach, w powiecie Litomierzyce, w kraju usteckim. 1 stycznia 2014 liczyła 447 mieszkańców.